# Acanthocladus scleroxylon
Acanthocladus scleroxylon är en jungfrulinsväxtart som först beskrevs av Adolpho Ducke, och fick sitt nu gällande namn av Eriksen och Stahl. Acanthocladus scleroxylon ingår i släktet Acanthocladus och familjen jungfrulinsväxter. Inga underarter finns listade i Catalogue of Life.